# Aiuto!
Aiuto! (Help!) è un film del 1965 diretto da Richard Lester; è il secondo film interpretato dai Beatles. Nel 2007 è stato restaurato e venduto in DVD.
Il film fu presentato in prima mondiale il 29 luglio 1965, presso il London Pavilion, cinema-teatro di Londra. A quella proiezione erano presenti anche membri della casa reale britannica.
Negli Stati Uniti il film uscì nelle sale cinematografiche il 24 agosto 1965.

## Trama
Un anello che appartiene ai seguaci della sanguinaria dea Kaili (parodia della setta dei Thug) finisce per sbaglio al dito della mano destra di Ringo Starr, il batterista dei Beatles. Poiché il gioiello è necessario per svolgere i sacrifici umani alla dea, i suoi sacerdoti devono recuperarlo e vanno a Londra. Spaventato dai religiosi, Ringo decide di disfarsi dell'anello, ma sembra impossibile sfilarlo via, romperlo o distruggerlo in alcun modo; i Beatles si rivolgono dunque a degli scienziati che, impressionati dalle caratteristiche dell'anello, decidono di impossessarsene. Minacciato da due gruppi di fanatici, Ringo chiede protezione a Scotland Yard, inutilmente. Inizia così una caccia all'anello che parte da Londra, passa per le Alpi austriache e finisce alle Bahamas dove si conclude con una grande zuffa di gruppo in spiaggia.

## Produzione
Secondo alcune interviste a Paul McCartney, George Harrison e Ringo Starr il regista Richard Lester ebbe un budget maggiore per questo film rispetto al precedente A Hard Day's Night grazie al successo commerciale di quest'ultimo. Pertanto, questo lungometraggio era a colori ed è stato girato in diverse località straniere. Venne impiegata anche un'intera orchestra per l'esecuzione di musica classica.
Venne girato a Londra, Salisbury Plain, sulle alpi austriache, New Providence Island e Paradise Island alle Bahamas, oltre che nei Twickenham Film Studios a partire dal 23 febbraio 1965. Starr ha commentato in The Beatles Anthology che alle Bahamas dovettero indossare abiti leggeri anche se faceva piuttosto freddo. Tony Bramwell, l'assistente del manager dei Beatles Brian Epstein, ha dichiarato nel suo libro A Magical Mystery Tour che Epstein ha scelto le Bahamas per motivi fiscali. Le riprese sono terminate il 14 aprile in Ailsa Avenue a Twickenham.
Le scene di sci sono state girate a Obertauern, un piccolo villaggio in Austria. Uno dei motivi per cui è stata scelta questa località era che le star del film avevano meno probabilità di essere riconosciute lì rispetto a uno dei resort più grandi con molti turisti britannici. I Beatles rimasero a Obertauern per circa due settimane nel marzo 1965 insieme a una troupe cinematografica di circa 60 persone. La gente del posto ha servito come controfigura di sci per i Beatles, che hanno soggiornato all'hotel "Edelweiss". La maggior parte della troupe risiedeva nell'hotel Marieta, dove una sera i Beatles tennero un concerto improvvisato in occasione del compleanno di un assistente del regista. Questa è stata l'unica volta in cui hanno suonato sul palco in Austria.

## Canzoni
Durante il film i Beatles eseguono svariate canzoni. Come era usuale nei film musicali del tempo, da quelli di Elvis Presley ai musicarelli italiani, i brani sono eseguiti nel contesto del film come scenografie, costumi e personaggi, ma non sono necessari alla trama e sono quindi delle parentesi musicali a sé stanti e successivamente riutilizzabili come videoclip in altri contesti. Le canzoni presenti nel film sono:
- Help!
- You're Going to Lose That Girl
- You've Got to Hide Your Love Away
- Ticket to Ride
- I Need You
- The Night Before
- Another Girl
- She's a Woman (trasmessa dalla radio nella scena del tunnel)
- A Hard Day's Night (suonata dalla banda indiana e in parte durante la cattura dei seguaci di Kaili alle Bahamas)

Oltre alle canzoni dei Beatles, nel film sono eseguiti i brani Ouverture 1812 di Čajkovskij, l'Inno alla Gioia tratto dalla Nona sinfonia di Beethoven e l'ouverture dell'opera Il barbiere di Siviglia di Gioachino Rossini.

## Luoghi delle riprese
- Londra
- Obertauern, località sciistica sulle Alpi austriache[3]
- Knighton Down, Salisbury Plain, in Inghilterra[4]
- Nassau, Isole Bahamas[4]
- interni girati presso i Twickenham Studios di Londra[4]

## Curiosità
- Ringo Starr suggerì al regista Richard Lester il titolo alternativo Eight Arms To Hold You e questo fu preso in considerazione, tanto che alcune copie dell'album recavano quel titolo sulla copertina. Tuttavia, nell'imminenza dell'uscita del film la scelta ricadde sul titolo Help!, che era l'idea iniziale di Lester[5].

- Alla fine del film compare una dedica a Elias Howe, che nella didascalia viene citato come inventore della macchina per cucire.

- Nelle scene delle esecuzioni di I Need You e The Night Before in Salisbury Plain, parteciparono alle riprese veri soldati di una divisione di artiglieria del British Army, l'esercito britannico[4] che tuttavia non vengono menzionati in alcun modo nei titoli di coda.

- Il fotografo di scena su molti set di riprese in interni ed esterni era l'italiano Emilio Lari[6][7], non accreditato nei titoli finali.

## Citazioni e parodie
- Il film viene citato in Sam & Cat da un robot/cameriere nel ristorante Bots.